# Stenopleustes gracilis
Stenopleustes gracilis är en kräftdjursart som först beskrevs av Edward Morell Holmes 1903.  Stenopleustes gracilis ingår i släktet Stenopleustes och familjen Pleustidae. Utöver nominatformen finns också underarten S. g. inermis.